# Colville Young
Sir Colville Norbert Young, GCMG, MBE (nascido a 20 de novembro de 1932, na cidade do Belize, Belize) foi governador-geral do Belize, bem como patrono da Associação de Escuteiros do Belize. Foi nomeado governador-geral em 1993, tendo tomado posse a 17 de novembro do mesmo ano e, em maio de 2021, foi sucedido por Froyla Tzalam. Foi armado cavaleiro em 1994.

## Educação
Sir Colville estudou no St. Michael's College (hoje parte do Colégio da Catedral Anglicana, e não o estabelecido recentemente) e tirou um bacharelato em artes em Inglês pela Universidade das Índias Ocidentais, Mona Campus, Jamaica, antes de se doutorar em Linguística pela Universidade de Iorque, Reino Unido.

## Atividades antes de se tornar governador-geral
Sir Colville foi um dos membros fundadores do Partido Liberal, um partido político de curta duração que acabou por tornar-se parte do Partido Democrático Unido. Um dos interesses de Young era o desenvolvimento académico e educacional do Belize, e após regressar de Inglaterra tentou desenvolver melhorias nesse aspeto da nação. No final dos anos 80, Young tornou-se presidente do Colégio Universitário do Belize, uma das cinco instituições da Universidade do Belize, e foi um dos seus professores catedráticos. Envolveu-se também na música, compondo todo o tipo de peças musicais desde óperas a cantatas, entre outros estilos. Publicou uma série de livros de e sobre literatura belizenha, incluindo Literature and Education in Belize (Literatura e Educação no Belize), Creole Proverbs of Belize (Provérbios Crioulos do Belize), From One Caribbean Corner (De um Canto das Caraíbas) e Caribbean Corner Calling (Canto das Caraíbas Chama), os dois últimos contendo poemas em inglês e crioulo do Belize. Destes livros, Creole Proverbs é o mais reconhecido. Em 1993, antes de se tornar governador-geral, publicou  o livro de contos Pataki Full, ganhando reconhecimento da comunidade literária local.

## Família
Young tem três filhos e uma filha. Tem também duas irmãs (Myrna e Jean) e um irmão mais novo (Wally).

## Dedicação à música
Young tem um interesse público na promoção e desenvolvimento da música belizenha. Contribuiu ativamente para o esforço nas escolas do Belize para manter a música como disciplina.